# قتل اوزگه‌جان اصلان
اوزگه‌جان اصلان (ترکی استانبولی: Özgecan Aslan؛ ۲۲ اکتبر ۱۹۹۵ – ۱۱ فوریهٔ ۲۰۱۵) یک دانشجوی اهل ترکیه بود که در حالیکه با مینی‌بوس در شهر مرسین قصد سفر داشت مورد سوقصد جنسی قرار گرفت و به قتل رسید. جنازه او در ۱۳ فوریه کشف‌شد، این قتل توسط راننده مینی‌بوس و دو همدست وی صورت گرفته بود.
این قتل موجب بروز تظاهرات و اعتراضات فراوان در ترکیه در روزهای پس از این رخداد شد. معترضان و فعالان حقوق زنان روز دوشنبه پس از قتل را "دوشنبه سیاه" نامیده‌اند و از همه زنان خواسته‌اند که در عزای ازگه‌جان اصلان و در اعتراض به خشونت علیه زنان لباس سیاه به تن کنند. معترضین پاسخ دولت را ناکافی می‌دانستند و به نسبت به عادی‌سازی چنین رخدادهای هشدار می‌دادند. این رخداد در رسانه‌های اجتماعی توجه فراوانی گرفت و موجب تقاضای برای مبارزه با خشونت علیه زنان شد. از آنان تقاضای نسبت به بیان تجربیات خشونت‌های جنسی نسبت به خودشان اقدام بکنند.

## پسامدها
بسیاری از هنرمندان ترکیه پوشیدن لباس سیاه و به اشتراک‌گذاری آنها در شبکه‌های اجتماعی، خود را در غم و اندوه را از این رخداد نشان دادند. همچنین عده‌ای در این کشور خواهان بازگشت مجازات اعدام در ترکیه و اعدام فرد متجاوز شدند.